# Nowy Ostrów (województwo podlaskie)
Nowy Ostrów – wieś w Polsce położona w województwie podlaskim, w powiecie sokólskim, w gminie Szudziałowo.
W latach 1975–1998 miejscowość administracyjnie należała do województwa białostockiego.
Prawosławni mieszkańcy należą do parafii w Ostrowiu Północnym a katoliccy mieszkańcy do parafii w Podlipkach.